# Ирреализм
Ирреализм (от лат. irrealis — невещественный, нереальный) — философское воззрение, согласно которому ирреальное существует не менее реально, чем само «реальное». Концепция ирреализма занимает важное место в философии Нельсона Гудмена. Ей также уделяют большое внимание художники, психологи и психиатры.

## Ирреализм в искусстве
Канадский художник Тристан Тондино, у которого было несколько персональных выставок с темой «ирреализм», писал: «Реализм — это ирреализм. Реальность — это множество; мы частично создаем её, мы должны открыть наши миры и наше восприятие всем новым реалиям, что поддерживают концепцию прав человека и расширяют человеческие возможности».